# Commune (République centrafricaine)
Pour les articles homonymes, voir Commune (homonymie).
En République centrafricaine, une commune est une collectivité territoriale composée de villages, quartiers, groupements, arrondissements dont les limites territoriales sont déterminées par la loi. Il n’existe qu’une seule catégorie de commune. Toutefois, des exceptions d’ordre administratif sont constituées au profit de la Ville de Bangui et des communes d’élevage. Le territoire national compte 176 communes en 2012.

## Organisation communale
La commune est constituée de quartiers en zone urbaine et de villages en zone rurale.

### Le village
Le village est constitué en zone rurale par un ensemble de familles ayant réalisé entre elles une communauté d’intérêts pour des raisons ethniques, économiques, historiques ou religieuses. Le nombre d’habitants du village ne saurait être inférieur à 50.

### Le chef de village
Le village est dirigé par un chef de village élu pour dix ans par l’ensemble des électeurs du village. Le chef du village est placé sous l’autorité du Maire de la commune et préside le conseil de village.  Le conseil de village est composé du chef du village et selon l’importance de la population du village de 5 à 10 membres. Les membres représentent les divers groupes socioéconomiques présents dans le village et notamment : les jeunes, les femmes, les agriculteurs, les éleveurs, les pêcheurs, les artisans, les commerçants, les groupements pré-coopératifs.

### Le quartier
Les agglomérations urbaines sont constituées de quartiers. Les chefs de quartier ont les attributions identiques à celles des Chefs de village des zones rurales et sont désignés dans les mêmes conditions. Un ensemble de quartiers constitue un groupement à la tête duquel est placé un Chef de Groupe. Dans les villes ou l’importance de la population le justifie les groupes pourront être constitués en arrondissement. Les quartiers, groupes et arrondissements ne constituent pas des Collectivités  Territoriales.

## Les communes d’élevage
La création d’une commune d’élevage est liée à l’implantation durable et à la concentration de campements d’éleveurs transhumants dans un ressort déterminé. En aucun cas ce territoire ne pourra chevaucher celui d’une autre Commune. Une commune est dite d’élevage si les éleveurs transhumants y sont en majorité et qu’ils élisent au Conseil municipal une majorité d’éleveurs transhumants.

## La Commune de Bangui
La Commune de Bangui, capitale de la République centrafricaine, jouit d’un statut particulier. Dans le ressort de cette Commune la tutelle et les pouvoirs dévolus au Préfet sont exercés directement par le Ministre de l’Intérieur.  Cette tutelle peut être exercée par un délégué du gouvernement, nommé par décret pris en conseil des Ministres. À Bangui par dérogation, il y a autant d’adjoints que d’arrondissements. 

## Délégation spéciale
En cas de dissolution d’un conseil municipal ou de démission de tous ses membres en exercice, et lorsqu’un conseil municipal ne peut être constitué, une délégation spéciale en remplit les fonctions. Dans les huit jours qui suivent la dissolution ou l’acceptation de la démission cette délégation spéciale est nommée par décret du Président de la République sur proposition du ministre de l’Intérieur. le nombre des membres qui la composent est fixé à trois dans les villes ne dépassant pas 15 000 habitants. Ce nombre peut être porté jusqu’à sept dans les villes d’une population supérieure. Le président et s’il y a lieu le vice-président de la délégation spéciale sont désignés par le décret nommant la délégation spéciale. Les pouvoirs de cette délégation spéciale sont fixés par le Ministre de l’Intérieur.